# St. Martin und Nikolaus (Steinkirchen)

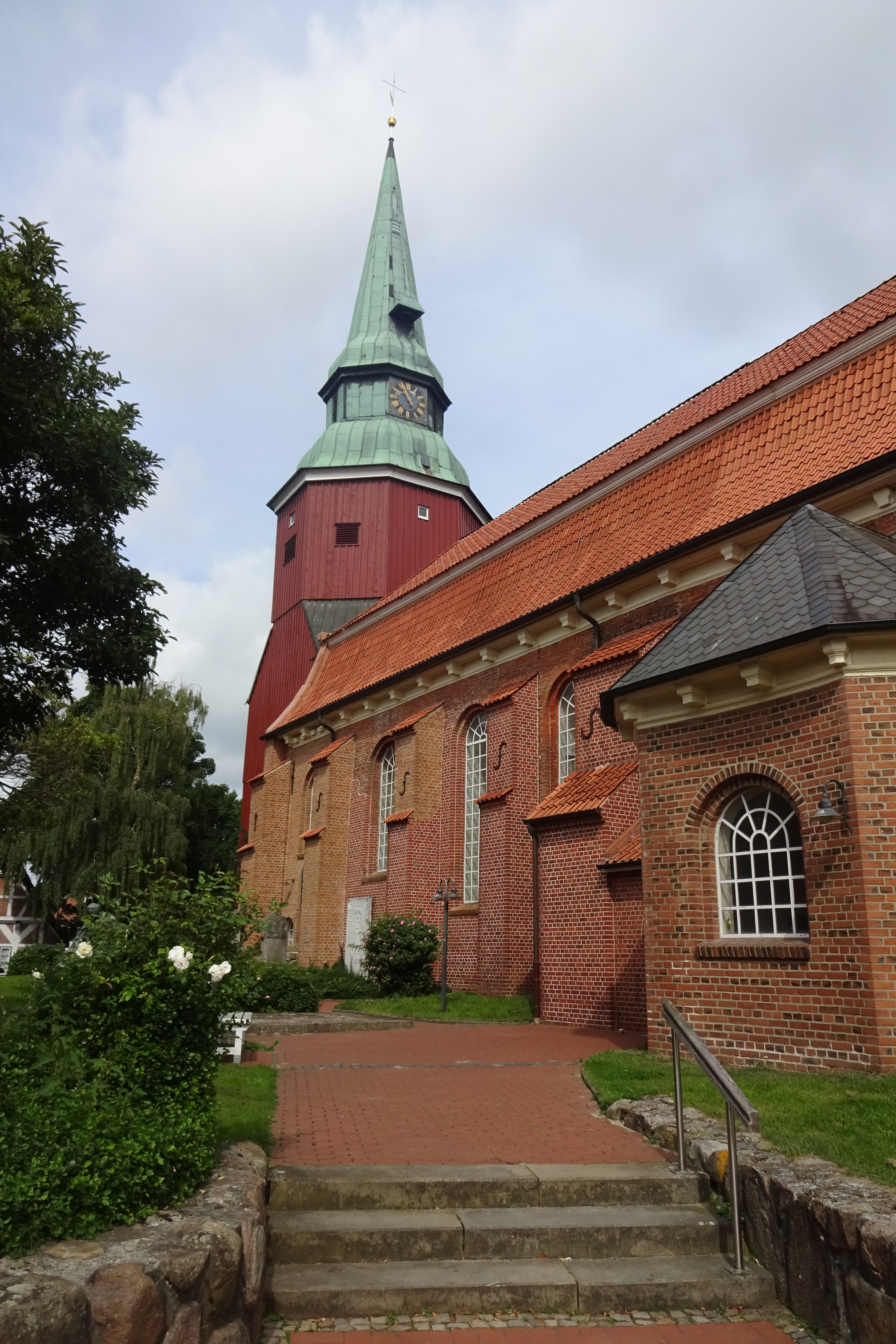
St. Martin und Nikolaus (Steinkirchen)

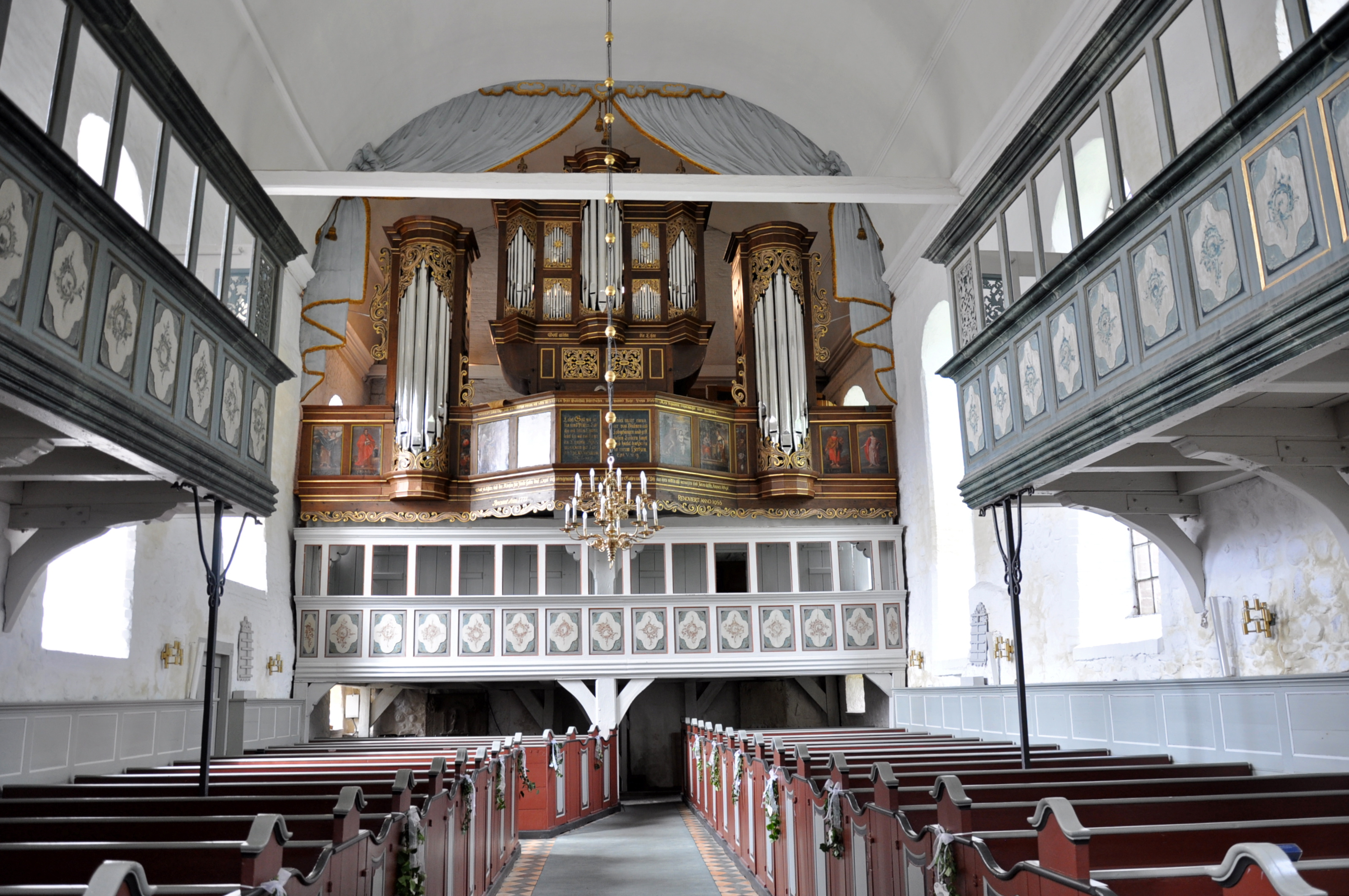
Innenansicht nach Westen

Die evangelische Kirche St. Martin und Nikolaus ist eine im Kern gotische Saalkirche in Steinkirchen (Altes Land) im Landkreis Stade in Niedersachsen. Sie gehört zur Kirchengemeinde Steinkirchen im Kirchenkreis Stade der Evangelisch-lutherischen Landeskirche Hannovers und ist für ihre Orgel von Arp Schnitger bekannt.

## Geschichte und Architektur
Die Kirche ist eine Saalkirche aus Backstein mit polygonalem Ostschluss und hölzernem Westturm, die Reste eines romanischen Feldsteinbauwerks an der Nordwand des Langhauses enthält. Um 1500 wurden der polygonale Chor und die Schiffswände mit breiten Spitzbogenfenstern in Backstein neu erbaut. 1773 erfolgte ein Umbau zu einer stattlichen spätbarocken Saalkirche mit einem kräftigen von Konsolen getragenem Dachgesims und Mansarddach; der Glockenturm wurde mit einer hohen markanten Barockhaube von 1696 versehen. Die Südwand wurde dabei vollständig erneuert.
Das Innere wird durch ein breitgelagertes verputztes Tonnengewölbe mit Ankerbalken abgeschlossen, dessen unterer Teil durch ein Stuckprofil in der Art einer Voute abgeteilt und mit Rocaillen verziert ist, in dem christliche Embleme dargestellt sind.

## Ausstattung

### Altar
Das Hauptstück der spätbarocken Ausstattung ist ein Kanzelaltar, dessen Aufbau 1784 vom Tischler Claus Christoph Bülkau und dessen figürlicher Schmuck 1783–1785 vom Bildhauer Christoph Hermann Meyer aus Verden geschaffen wurde. Im Hauptgeschoss ist ein geschwungener Kanzelkorb zwischen Säulen mit Kompositkapitellen angeordnet; seitlich die Figuren von Moses und Johannes Evangelista, im Aufsatz eine Kreuzigungsgruppe. Der feingearbeitete ornamentale Schmuck zeigt Anzeichen des beginnenden Klassizismus; demgegenüber sind die Figuren von erkennbar geringerer Qualität. 
In den Pfosten der Altarschranken sind die Taufschale und der Opferstock eingelassen. Die im Halbkreis um den Altar herumgeführten Chorpriechen und die Ostempore stammen aus den Jahren 1784–1785.

### Gestühl
An den Langhauswänden sind je zwei Priechen auf schmiedeeisernen Stützen und Holzbalken mit Kopfbändern aufgestellt, davon ist besonders die Zesterflethsche Prieche an der Südseite hervorzuheben, die kurz vor 1689 mit bauchig geschwungener Brüstung geschaffen wurde.
Die übrigen drei Priechen stammen aus den Jahren 1753/54, 1772 und 1773 und wurden mit gemalten Rocaillen in den Brüstungsfeldern geschmückt. Die in ihrer Gliederung ähnliche Westempore wurde in den Jahren 1761/62 erbaut, die Rocaillenbemalung wurde nach einer Inschrift 1771 von F. N. Schnibbe geschaffen. Darüber ist die berühmte Orgel angebracht, die von einem illusionistischen, vermutlich auf Holz gemalten Vorhang aus dem Jahr 1773 eingefasst ist.
Mehrere Grabplatten aus dem 17./18. Jahrhundert, davon einige mit figürlichen Darstellungen, sind aus dem 17./18. Jahrhundert erhalten. Zwei feine Kelche stammen aus der zweiten Hälfte des 14. Jahrhunderts und von 1594.

### Orgel
Die Orgel ist ein Werk von Arp Schnitger aus dem Jahr 1687 mit 28 Registern auf zwei Manualen und Pedal. Sie wurde zuletzt im Jahr 2012 von Rowan West restauriert.

### Glocken
In der Glockenstube des Turms hängen zwei Glocken, welche 1604 und 1717 gegossen wurden. Eine ehemals vorhandene, große Glocke wurde in einem der beiden Weltkriege verhüttet.